# Bärbel Jungmeier
Bärbel Jungmeier, née le 8 juillet 1975 à Villach, est une coureuse cycliste autrichienne.

## Palmarès sur route
- 2004
  - 3e du championnat d'Autriche du contre-la-montre
  - 3e de Köln - Schuld - Frechen
- 2007
  - 2e du championnat d'Autriche sur route

## Palmarès sur piste
- 2007
  -  Championne d'Autriche de poursuite

## Palmarès en VTT

### Jeux olympiques
- Athènes 2004
  - 14e du cross-country

### Championnats du monde
- Kaprun 2002
  - 10e du cross-country par équipes
  - 20e du cross-country

### Championnat d'Autriche
- 1998
  - 2e du championnat d'Autriche de cross-country
- 1999
  - 3e du championnat d'Autriche de cross-country
- 2000
  - 3e du championnat d'Autriche de cross-country
- 2001
  - 3e du championnat d'Autriche de cross-country
- 2003
  - 2e du championnat d'Autriche de cross-country
- 2007
  -  Championne d'Autriche de cross-country marathon

### Autres
- 2004
  - Silberberg Trophy
  - Kamptal Klassik
- 2005
  - Radlbrunn
- 2006
  - Volketswil
  - Kamptal Klassik

## Palmarès en cyclo-cross
- 2002
  - 3e du championnat d'Autriche de cyclo-cross